# NGC 3957
NGC 3957 (другие обозначения — IC 2965, ESO 572-14, MCG -3-30-17, IRAS11515-1917, PGC 37326) — галактика в созвездии Чаша.
Этот объект входит в число перечисленных в оригинальной редакции «Нового общего каталога».
Галактика NGC 3957 входит в состав группы галактик NGC 4038. Помимо NGC 3957 в группу также входят ещё 25 галактик.
Цвет звёздного гало галактики на расстоянии 5-8 кпк от диска отвечает старым и преимущественно бедным металлами звёздам.